# トンチミ
トンチミ(Dongchimi)は、ダイコン、ハクサイ、ネギ、トウガラシ、ショウガ、ヤマナシ等を塩水に漬けた水キムチの一種である。「トン」は冬を意味し、「チミ」は古語でキムチを指すように、伝統的に冬季に食べられていた。
トンチミは他のキムチと同様に発酵させるが、熟成期間は2-3日間と比較的短い。一年中作られるが、通常はキムジャンの季節（初冬）に作られる。咸鏡道や平安道等の北部地域は、各々の地域のトンチミで特に有名である。
トンチミの澄んだすっきりした味わいは、トンチミクㇰスや冷麺等の麺の漬け汁に用いられる。または、トックや蒸したサツマイモなど濃厚な食材に添えて味のバランスを取る。

## 材料
トンチミで最も重要な材料は、ダイコンである。緑または赤のトウガラシを飾りとして加えるが、必須ではない。カラシナ、ニンニク、ショウガ、ネギやその他の塩味の材料も加える。

## 種類
- ペチュトンチミ - ダイコンやハクサイに繊切り大根、ニラ、赤トウガラシ、ニンニク、ショウガを詰めたものを塩水に漬す。発酵の前、味に深みを出すため、コンブの出汁を加える[5]。
- デナムトンチミ - 主材料にタケの葉を用いる。ナトリウム含量が低いため、発酵期間は他のトンチミと比べて長くなるが、より長く保存できる[6]。全羅南道の名物である。
- カンジャントンチミ - 小型のダイコン、ユズ、ザクロ、ヤマナシを加えて作る[7]。

地域や個人の好みによって、他にも多くの種類がある。